# Jasón y los argonautas
Jasón y los argonautas (en inglés, Jason and the Argonauts) es una película britanoestadounidense dirigida por Don Chaffey en 1963. Está libremente basada en el poema Argonáuticas. La idea original, la sinopsis y los efectos especiales son obra de Ray Harryhausen. Pese a estar considerado como el mejor trabajo del artista, y hasta hoy, el más rentable, en su día Jasón y los argonautas recaudó muy poco en taquilla. Harryhausen siempre lamentó no ser propuesto como candidato al Óscar a los mejores efectos especiales en la que muchos consideran una secuencia cumbre de la historia del cine: el enfrentamiento con los siete esqueletos. La película intenta alejarse de los parámetros del péplum introduciendo grandes dosis de aventuras y bestias míticas, al tiempo que respeta fielmente la leyenda.

## Argumento
Jasón está destinado a ser rey de Tesalia, pero Pelias, el usurpador, no puede permitir tal cosa, así que engaña al héroe haciéndose pasar por noble y diciéndole que el tirano se rendirá si encuentra el místico y misterioso vellocino de oro. 
Jasón organiza unos juegos y escoge como tripulación a héroes de toda Grecia, entre los que se encuentran Castor, Peleo e incluso Hércules. 

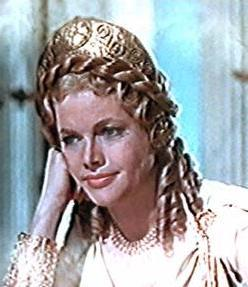
Honor Blackman en el papel de Hera.

Una vez zarpan en el "Argo", su primera parada tras muchos días sin vislumbrar tierra es una isla desierta rica en recursos. Hércules y su amigo Hilas descubren allí el tesoro de los dioses, pero al tomar una pequeña parte de él despiertan la ira de su guardián: Talos, el Gigante de Bronce. Talos amenaza a la tripulación, pero Jasón pide ayuda a Hera y ella le revela que la debilidad del gigante es precisamente el talón. Efectivamente, una vez encontrado y atacado su punto débil, el gigante cae derrotado, aunque, al caer encima de Hilas, este es aplastado y muere. Hércules decide no partir y se queda en tierra, porque se niega a admitir la muerte de Hilas.
Para continuar su viaje en busca del vellocino, Jasón y los argonautas necesitan la ayuda de un vidente, Fineo, que sufre el hostigamiento de las Arpías. Ya capturadas las Arpías con una fuerte red, el adivino indica a los viajeros que han de ir a la Cólquida. Para llegar allí, el "Argo" tiene que cruzar un gigantesco desfiladero de roca que se cierra cuando las naves se acercan: las Simplégades. La misión podía haber terminado ahí de no ser porque Hera llama a un hijo de Poseidón: Tritón, que abre paso a los marinos manteniendo apartadas las rocas.
En la Cólquida son muy bien recibidos, y Jasón se enamora de Medea, hija del rey Eetes. Por desgracia, se trata de una trampa orquestada por el argonauta traidor Acasto, hijo de Pelias, y los marinos acaban en las mazmorras. Pronto son rescatados por Medea. En la oscuridad de la noche, se escabullen, y Jasón, junto con Castor y Peleo, va a buscar el vellocino. El mágico objeto está protegido por la Hidra de Lerna, que ha matado a Acasto, que también codiciaba el vellocino. Tras un terrible combate, Jasón da muerte a la hidra clavándole la espada en el corazón. 
Entonces, el rey Eetes recurre al poder de Hécate y, usando los dientes de la Hidra, invoca siete guerreros que son esqueletos de fuerza y agilidad terribles. Tiene lugar una impresionante batalla, en la que Castor y Peleo mueren. Finalmente, Jasón se lanza al agua y los esqueletos, en su persecución, caen por el acantilado y se destrozan contra las rocas.
La aventura no ha terminado, pero Zeus decide dar "un momento de paz" al joven aventurero Jasón, a sus argonautas.

## Reparto
- Todd Armstrong - Jasón
- Nancy Kovack - Medea
- Honor Blackman - Hera
- Niall MacGinnis - Zeus
- Michael Gwynn - Hermes
- Gary Raymond - Acasto
- Laurence Naismith - Argos
- Douglas Wilmer - Pelias
- Jack Gwillim - el rey Eetes
- Patrick Troughton - Fineo
- Nigel Green - Hércules